# Martin Pfister (político)
Martin Pfister (Zug, 31 de julio de 1963) es un político e historiador suizo del partido El Centro. Desde 2016 hasta 2025 fue consejero de gobierno del cantón de Zug y presidió la Dirección de Salud. En 2025 fue electo Jefe del Departamento de Defensa, Protección de la Población y Deportes, tras la renuncia de Viola Amherd.

## Biografía
Martin Pfister nació en Zug en 1963. Se graduó de la Universidad de Friburgo, donde estudió historia y filología alemana.
Pfister entró en política como miembro de la Comisión de Tutela y Asistencia Social del municipio de Baar y de 2005 a 2012 como presidente del Partido Demócrata Cristiano (CVP) en Baar. En 2006 fue elegido para el Consejo Cantonal de Zug, donde fue miembro de la Comisión de Ordenación del Territorio, Salud y de la Comisión de Educación de 2011 a 2016. De 2009 a 2012 presidió el grupo parlamentario del CVP en el Consejo Cantonal. Posteriormente, Pfister fue presidente del CVP en el cantón de Zug hasta 2016, siendo además miembro de la junta directiva del CVP a nivel federal.
En las elecciones al Consejo de Gobierno de 2014, se postuló junto con los miembros en ejercicio Peter Hegglin y Beat Villiger como tercer candidato del CVP, pero no fue elegido. Después de que Peter Hegglin fuera elegido miembro del Consejo de los Estados en 2015, renunció a su cargo en el Consejo de Gobierno. Martin Pfister fue elegido consejero de gobierno en la primera vuelta de las elecciones de reemplazo de enero de 2016. Ha estado al frente la Dirección de Salud desde febrero de 2016. Pfister es miembro de la junta directiva de la Conferencia Suiza de Directores Cantonales de Salud (GDK). Fue gobernador del cantón de Zug en 2021/2022.
Junto con Markus Ritter, Pfister fue el candidato oficial del partido El Centro en las elecciones al Consejo Federal de 2025 para suceder a la consejera federal Viola Amherd. El 12 de marzo de 2025, Pfister fue elegido como sucesor de Amherd.